# ТЕЦ заводу добрив у Таразі
ТЕЦ заводу добрив у Таразі — теплова електростанція у Казахстані, яка входить до виробничого комплексу заводу добрив концерну «Казфосфат».
У 2013 році на півдні Казахстану у складі Таразького заводу добрив почав роботу цех сульфатної кислоти, технологічний процес якого заснований на спалюванні сірки, під час чого утворюються великі обсяги тепла. Шляхом його утилізації продукують пару, що живить одну парову турбіну від Калузького турбінного заводу потужністю 25 МВт.
Окрім виробництва електроенергії ТЕЦ продукує технологічний пар в обсягах 30 тонн на годину.
До енергетичного господарства заводу також відносяться два водогрійні котла типу ГМ 50-14 (Е-50-1,4-25 Г) продуктивністю по 50 Гкал/год. Вони працюють на природному газі, що надходить до регіону по трубопроводу Бухарський газоносний регіон — Ташкент — Бішкек — Алмати.